# Tourist Automobil-Werke
Die Tourist Automobil-Werke GmbH, später Berliner Automobilfabrik Torpedo Georg Beck & Co., war ein deutscher Hersteller von Automobilen.

## Unternehmensgeschichte
Das Unternehmen aus Berlin-Tempelhof begann 1907 mit der Produktion von Automobilen. Der Markenname lautete Tourist. Graf v. Alten war Geschäftsführer, Ingenieur K. Hübscher war für die technische Leitung zuständig. Ein Verkaufsbüro befand sich an der Speichernstraße 89 in Berlin. 1911 erfolgte die Umfirmierung, 1920 endete die Produktion.

## Fahrzeuge

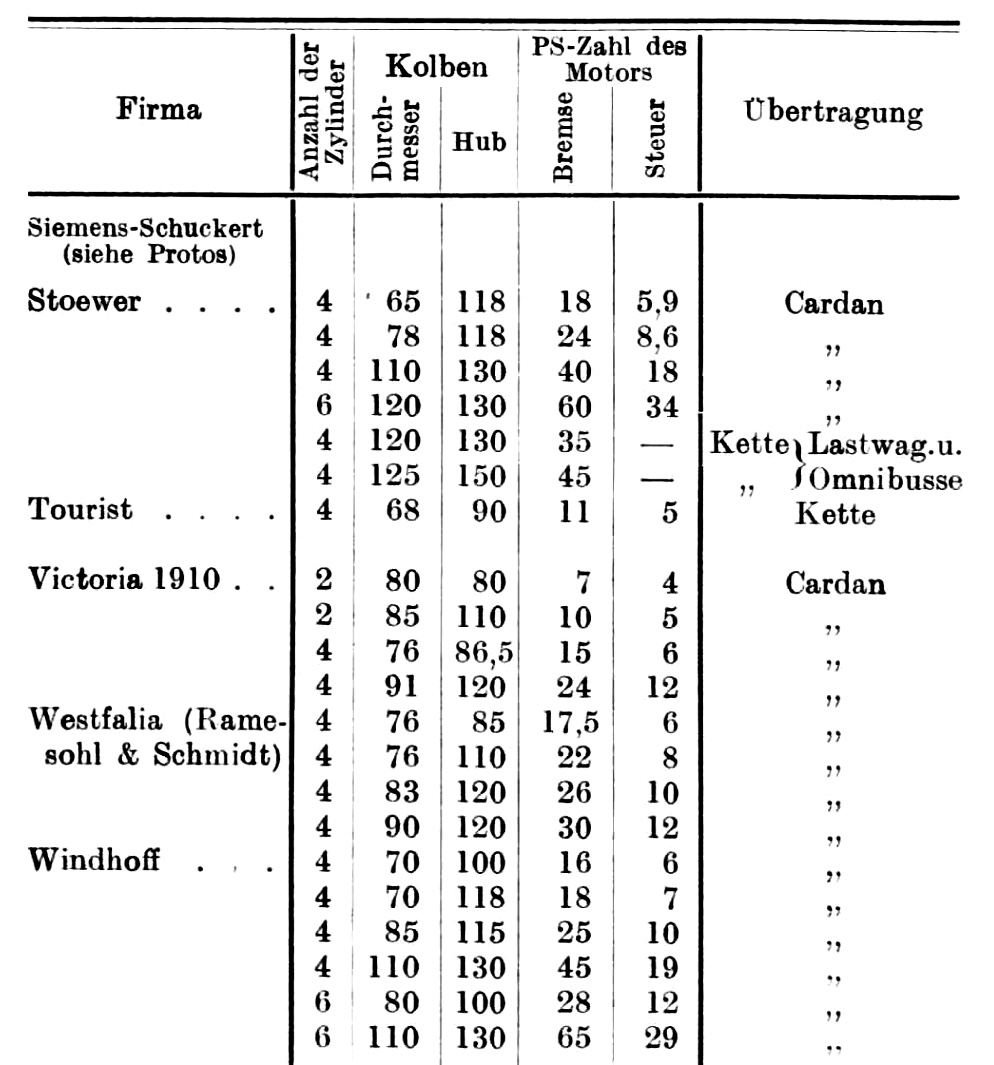
Tourist Motor von 1911

Das Unternehmen stellte Dreiräder her, bei denen sich das einzelne Rad vorne befand. Der Motor war hinter dem Vorderrad montiert. Zur Wahl standen im Modell 6/7 PS ein luftgekühlter V2-Motor und im Modell 5/10 PS ein Vierzylindermotor. Im Gegensatz zu ähnlich konzipierten Fahrzeugen war der Motor komplett innerhalb der Karosserie. Die Werbung lautete: Der formvollendetste Dreiradwagen der Gegenwart. Das Fahrgestell bestand aus gepresstem Stahl. Die offenen Karosserien boten wahlweise Platz für zwei, drei oder vier Personen. Im Angebot standen auch Landaulets und Lieferwagen. 
1919 folgte das Modell 5/20 PS mit einer geschlossenen Karosserie.